# Ruth Hildebrand
Ruth Edith Hildebrand ist eine ehemalige schweizerische Skirennfahrerin, die vier Mal unter die besten zehn eines Weltcup-Rennens kam.

## Karriere
In der ersten Weltcupsaison (1967) belegte Hildebrand bei vier Slaloms einen Platz unter den besten zehn. Ihre besten Ergebnisse waren die sechsten Plätze am 19. Januar 1967 in Schruns und am 12. März 1967 in Franconia, die beide von der Französin Marielle Goitschel gewonnen wurden. Hildebrand hatte 4,90 bzw. 3,10 Sekunden Rückstand auf Goitschel. Beim Slalom im März war Hildebrand die einzige Sportlerin unter den besten zehn, die nicht aus Frankreich oder den Vereinigten Staaten kamen – Platz eins bis drei gingen an Französinnen und der Rest der besten zehn mit Ausnahme von Hildebrands Rang sechs an US-Amerikanerinnen.

## Erfolge

### Weltcupwertungen
- Vier Platzierungen unter den besten zehn

| Saison | Gesamt | Gesamt | Abfahrt | Abfahrt | Riesenslalom | Riesenslalom | Slalom | Slalom |
| Saison | Platz  | Punkte | Platz   | Punkte  | Platz        | Punkte       | Platz  | Punkte |
| ------ | ------ | ------ | ------- | ------- | ------------ | ------------ | ------ | ------ |
| 1967   | 19.    | 15     |         |         |              |              | 12.    | 15     |